# Xiao Zhan

Xiao Zhan (em chinês:  肖战, nascido em 05 de outubro de 1991), também conhecido como Sean Xiao,  é um ator e cantor chinês. Ele é membro do grupo X Nine. Zhan viu sua popularidade crescer a partir de suas participações nos dramas Oh! My Emperor (2018), Joy of Life (2019), The Untamed (2019) e The Oath of Love (2022).

## Primeiros anos
Xiao Zhan nasceu em 5 de outubro de 1991, em Chongqing. Quando criança, Xiao aprendeu pintura e a tocar violino com seu pai.
Xiao estudou design na Chongqing Technology and Business University (chinês: 重庆工商大学, lit. ‘Universidade de Tecnologia e Negócios de Chongqing’); dentre suas atividades extracurriculares, participava do coro. Trabalhou como fotógrafo durante a graduação e como designer gráfico após sua formação, antes de entrar para a vida artística.

## Carreira

### Carreira musical
Em 2015, após recomendação de um professor, Xiao participou do reality show X-Fire onde ensaiava para ser um ídolo pop, como um dos 16 concorrentes. Sua primeira apresentação de palco ao lado de seus companheiros de equipe foi no Concerto de Ano Novo da TV Zhejiang de 2016, onde ele cantou "冻结" (Freeze) e "燃烧吧少年" (Be A Man).

## Filmografia

### Filme
| Ano  | Título em Inglês | Título Chinês | Papel           |
| ---- | ---------------- | ------------- | --------------- |
| 2018 | Monster Hunt 2   | 捉妖记2       | Pequeno demônio |
| 2018 | The Rookies      | 素人特工      | Yuan Jinglin    |
| 2018 | Jade Dynasty     | 诛仙          | Zhang Xiaofan   |

### Série de televisão
| Ano  | Título                     | Título Original             | Papel           | Ref.         |
| ---- | -------------------------- | --------------------------- | --------------- | ------------ |
| 2016 | Super Star Academy         | 超星星学园                  | Fang Tianze     |              |
| 2016 | Shuttle Love Millennium    | 相爱穿梭千年2：月光下的交换 | Chefe Liang     |              |
| 2018 | Oh! My Emperor             | 哦！我的皇帝陛下            | Beitang Moran   | [ 4 ]        |
| 2018 | Battle Through the Heavens | 斗破苍穹                    | Lin Xiuya       |              |
| 2019 | The Untamed                | 陈情令                      | Wei Wuxian      | [ 5 ]        |
| 2019 | Joy of Life                | 庆余年                      | Yan Bingyun     |              |
| 2020 | Heroes in Harm’s Way       | 最美逆行者                  | Cai Ding        |              |
| 2020 | The Wolf                   | 狼殿下                      | Ji Chong        |              |
| 2021 | Douluo Continent           | 斗罗大陆                    | Tang San        | [ 6 ]        |
| 2021 | Ace Troops                 | 王牌部队                    | Gu Yi Ye        |              |
| 2022 | The Oath of Love           | 余生，请多指教              | Gu Wei          | [ 7 ] [ 8 ]  |
| 2023 | A Promessa Mais Longa      | 玉骨遥                      | Shi Ying        | [ 9 ] [ 10 ] |
| 2023 | The Youth Memories         | 梦中的那片海                | Xiao Chun Sheng | [ 7 ]        |

### Curta-metragem
| Ano  | Título em Inglês                    | Título Chinês  | Papel               |
| ---- | ----------------------------------- | -------------- | ------------------- |
| 2015 | Eighteen                            | 十八岁         | Xiao Zhan           |
| 2015 | Heartbreak Singing Machine          | 失恋点唱机     | Ex-namorado de Chen |
| 2015 | Youth Self-Saving Fire Defense Wall | 少年自救防火墙 |                     |
| 2016 | Warrior Spirit                      | 骑士精神       | Guerreiro do Vento  |
| 2016 | The Brightest Star in the Sky       | 夜空中最亮的星 |                     |
| 2019 | Feel The World                      | 慢游旅行家     | Edição de Macau     |
| 2019 | Xiao Zhan Lipstick Movie            | 口红微电影     | Estée Lauder        |
| 2019 | Family Rules                        | 家规           |                     |
| 2019 | New Smiling Proud Wanderer          | 新笑傲江湖     | Linghu Chong        |
| 2020 | Buying Ears                         | 买耳朵         |                     |

### Programas de televisão
| Ano     | Título                            | Título Original   | Papel            | Notas/Ref |
| ------- | --------------------------------- | ----------------- | ---------------- | --------- |
| 2015-16 | X-Fire                            | 燃烧吧少年        | Membro do Elenco | [ 1 ]     |
| 2017    | Day Day Up                        | 天天向上          | Participante     |           |
| 2017    | Happy Camp                        | 快乐大本营        | Participante     |           |
| 2018    | Produce 101                       | 产生101脊柱       | Participante     |           |
| 2018    | Happy Camp                        | 快乐大本营        | Participante     |           |
| 2019    | Day Day Up                        | 天天向上          | Participante     |           |
| 2019    | Happy Camp                        | 快乐大本营        | Participante     |           |
| 2019    | Who's The Murderer: 5.ª temporada | 谁是杀人犯：塞森5 | Participante     |           |
| 2019    | Ai Si Bu Si                       | 爱思不si          | Participante     |           |
| 2019    | Our Song                          | 我们的歌          | Membro do Elenco |           |